# 508
508 је била преступна година.

## Догађаји
- Цар Анастасије I формално признаје Хлодовеха I од Салијских Франака као владара Галије. Он шаље византијску флоту од 100 ратних бродова у напад на обале Италије.
- Битка код Нетлија: Краљ Сердик од Весекса креће са англосаксонском војском у унутрашњост и побеђује британског краља Нуд-Луда.
- Зима – Све реке у Енглеској су залеђене више од два месеца.
- Краљ Хлодовех I не успева у покушају да заузме зидинама ограђени град Каркасон (Јужна Галија). Он успоставља Париз (Лутетиа) као своју престоницу и крсти се, чиме хришћанство постаје званична религија Краљевине Франака.
- Краљ Теодорик Велики шаље војску Острогота, коју предводи његов мачоноша Теудис, протерује Франке из Провансе и враћа Септиманију (Лангедок) од Визигота.

## Смрти
- Марија Монах